# Fleuret (torpilleur)
Pour les articles homonymes, voir Fleuret (contre-torpilleur).
Le Fleuret est l’un des douze torpilleurs de classe Hardi construits pour la Marine nationale française à la fin des années 1930. Le navire a été achevé pendant la bataille de France, au milieu de l’année 1940, et sa première mission a été d’aider à escorter un cuirassé à Dakar, en Afrique-Occidentale française, quelques jours seulement avant que les Français ne signent un armistice avec les Allemands. Après l’attaque britannique sur Dakar en septembre 1940, il fut l’un des quatre torpilleurs à attaquer les navires britanniques, bien qu’il n’y ait eu qu’un duel peu concluant avec un destroyer britannique. En novembre, le Fleuret aida à escorter vers la France l’un des cuirassés endommagés par les Britanniques lors de leur attaque de juillet sur Mers-el-Kébir, en Algérie française, puis il fut placé en réserve.
Lorsque les Allemands ont occupé zone libre, après que les Alliés aient débarqué en Afrique du Nord française en novembre 1942, et ont tenté de s’emparer de la flotte française. Le contre-torpilleur a été l’un des navires sabordés pour empêcher leur capture. Il a été récupéré par la Regia Marina (Marine royale italienne) en 1943, mais il a été sabordé à nouveau par les Allemands en tant que blockship à la mi-1944. Le navire a été renfloué en 1951 et démoli plus tard.

## Conception
La classe Hardi a été conçue pour escorter les cuirassés rapides de la classe Dunkerque et pour contrer les grands destroyers des classes Navigatori italienne et Fubuki japonaise. Les navires avaient une longueur de 117,2 mètres, une largeur de 11,1 mètres et un tirant d'eau de 3,8 mètres. Les navires avaient un déplacement de 1800 tonnes en charge standard et 2577 tonnes à pleine charge. Ils étaient propulsés par deux turbines à vapeur à engrenages, chacune entraînant un arbre d'hélice, utilisant la vapeur fournie par quatre chaudières à circulation forcée Sural-Penhöet. Les turbines ont été conçues pour produire 58000 chevaux (42659 kW), correspondant à une vitesse maximale de 37 nœuds (69 km/h). Les navires transportaient 470 tonnes de mazout, ce qui leur donnait une autonomie de 3100 milles marins (5700 km) à 10 nœuds (19 km/h). L’équipage était composé de 10 officiers et de 177 hommes du rang.
L’armement principal des navires de la classe Hardi consistait en six canons de 130 mm modèle 1935 dans trois tourelles à deux canons, un à l’avant et les deux autres surélevées à l’arrière des superstructures. Leur armement antiaérien se composait d’un affût double pour les canons de 37 mm modèle 1925 et de deux mitrailleuses Hotchkiss de 13,2 mm modèle 1929 antiaériennes. Les navires transportaient un affût triple et deux affûts doubles de tubes lance-torpilles de 550 millimètres, les affûts doubles sur chaque bord entre les cheminées et l’affût triple à l’arrière de la cheminée arrière, capable de tirer des deux côtés. Une rampe de lancement de grenades anti-sous-marines a été construite à l’arrière pour abriter huit grenades anti-sous-marines de 200 kilogrammes. L’autre côté de la poupe était destiné à être utilisé pour le matériel de manutention d’une torpille anti-sous-marine « Ginocchio », mais il a été retiré avant que le Fleuret ne soit terminé.

## Carrière
Commandé le 31 décembre 1935, le Fleuret a été mis en chantier par les Forges et chantiers de la Méditerranée dans leur chantier naval de La Seyne-sur-Mer le 18 août 1936. Il fut lancé le 28 juillet 1938, mis en service le 10 mai 1940 et entra en service le 11 juin. Le lendemain, le navire a navigué de Toulon à Casablanca, au Maroc français, pour aider à escorter le cuirassé Richelieu de Casablanca à Dakar avant l’armistice français avec les puissances de l’Axe. Avec le grand contre-torpilleur Milan, le Fleuret escorte trois navires à passagers jusqu’à Casablanca du 17 au 23 août. Plus tard ce mois-là, il commença à escorter des convois de Casablanca vers divers ports de la France occupée. Après l’attaque britannique sur Dakar en septembre, le Fleuret et son navire jumeau Épée, ainsi que les torpilleurs Fougueux et Frondeur, reçurent l’ordre d’attaquer en représailles les navires britanniques dans le détroit de Gibraltar le 25 septembre. Ils n’ont rencontré qu’un destroyer britannique non identifié. Le système de conduite de tir du Fleuret a mal fonctionné et il a été incapable d’engager son adversaire. Les navires continuèrent leur route vers Oran, en Algérie française, et le Fleuret retourna plus tard à Casablanca le 7 octobre.

Navires sabordés à Toulon, de gauche à droite : la Trombe, le Foudroyant, Le Hardi et le Bison

Les mois suivants, cinq des navires de la classe Hardi reçurent l’ordre de se rendre à Oran pour escorter le cuirassé Provence, endommagé lors de l’attaque de Mers-el-Kébir, jusqu’à Toulon. Le Fleuret y arrive le 15 octobre. Partis le 6 novembre d’Oran, ils arrivèrent à Toulon deux jours plus tard, date à laquelle le navire fut mis en réserve. Le 1er avril 1941, le Fleuret est rebaptisé Foudroyant pour commémorer le contre-torpilleur du même nom qui avait été coulé lors de l’évacuation de Dunkerque en 1940. Lorsque les Allemands tentèrent de capturer intacts les navires français à Toulon le 27 novembre 1942, le Foudroyant, toujours en réserve, fut sabordé par son équipage. Un syndicat de sauvetage italien le renfloua le 20 mai 1943 et il fut rebaptisé FR36 par la Regia Marina (Marine royale italienne). Le navire a été endommagé par une bombe lors d’un bombardement allié le 7 mars 1944 et a été sabordé par les Allemands en tant que blockship dans le chenal principal le 17 août. Il a finalement été renfloué en 1951 et démoli en 1957.